# Магнит
Магнѝт (на гръцки: μαγνήτης λίθος, magnḗtis líthos, означаващо камък от Магнезия) е тяло или предмет, което притежава собствено магнитно поле. Магнитното поле е невидимо, но е отговорно за най-важното свойство на магнитите: силата с която привличат или отблъскват феромагнитни материали като например желязо. Магнезия, откъдето идва името, е област в Древна Гърция, където са намерени залежи от магнетит. Най-ранните описания на магнити, запазени до днес са от Гърция, Индия и Китай и датират от преди около 2500 години. През 12-и и 13 век компасите, използвани за навигация в Европа и Китай са направени от магнити.
За най-простия и най-малкия магнит може да се счита движещият се електрон. Магнитните свойства на всички останали магнити се обуславят от магнитния момент на електроните в тях. Магнитите могат да се изработват в различна форма – като конска подкова, пръчка, диск и други по-екзотични форми.

## Основни видове

### Постоянен магнит
Постоянният магнит е феромагнетик, който поставен временно в магнитно поле, е способен да съхранява остатъчната магнитна индукция след изключване на външното магнитно поле. Материали, които могат да бъдат намагнитени и по принцип могат да бъдат привлечени силно от магнит, се наричат феромагнетици. Такива са желязо, никел, кобалт, някои сплави, както и съществуващи в природата руди и минерали. Постоянните магнити, които се срещат в природата и са използвани като източници на постоянно магнитно поле, имат характерни магнитни полета до 1 Т. Елементарен пример за такива постоянни магнити са тези, които се поставят на хладилника.
Феромагнитните материали могат да се разделят на „меки“ – такива, които могат да бъдат намагнитени, но не остават дълго такива и „твърди“ – такива, които са изработени при специални условия, намагнитени в много силни магнитни полета, което прави тяхното демагнетизиране почти невъзможно.

### Електромагнит
Електромагнитите създават магнитното си поле вследствие протичането на електрически ток и параметрите му се определят от големината и вида на тока. Представлява намотка от проводник, която се държи като магнит при протичане на ток през нея, но престава да е магнит, когато токът е спрян. Обикновено намотката се навива около феромагнитен материал, което увеличава силата на магнитното поле.

## Характеристики на магнитите

### Магнитно поле
Английският физик Майкъл Фарадей пръв стига до извода, че постоянните магнити взаимодействат посредством създадените от тях полета. Всеки магнит е източник на магнитно поле, което изпълва пространството около него и му придава нови свойства. Тези свойства се изразяват например в това, че на всеки друг магнит, поставен в полето, действа сила. Магнитното поле на земята действа на стрелката на компаса със сили, които я завъртат в посока север – юг. По този начин магнитните сили действат от разстояние, а непосредствено – те се пораждат от полето на мястото, където се намира магнитната стрелка, и са приложени върху нея.

### Магнитен момент
Магнитният диполен момент на атома е свързан с орбиталното движение на електроните около атомното ядро, както и с въртенето на последните около собствената им ос (спин на електроните). Поради квантовите явления в атома, магнитният момент не може да се измери. Възможно е да се измери само проекцията му върху дадена ос, която е прието да се означава с {\displaystyle z}.

### Намагнитване
Намагнитването е свойство на магнитите, което определя степента на въздействие върху последните от приложено от външен източник магнитно поле. Намагнитването се дефинира като количество магнитен момент за единица обем. Произходът на магнитните моменти, които са причина за намагнитването, се разглежда на ниво атоми и е свързан с орбиталното движение на електроните както и с техния спин. В някои материали (напр. феромагнити) намагнитването съществува дори без прилагане на магнитно поле (спонтанно намагнитване). При други видове материали, намагнитването се индуцира само при наличие на приложено магнитно поле от външен източник. В някои материални среди магнитното поле не е хомогенно, а функция на положението в пространството.

### Магнитни полюси
Макар че идеята за полюси е много удобна за практически нужди, тя не бива да се приема буквално. Магнитът няма различни частици или различно естество на материала на двата си края, които условно е прието да се наричат северен N и южен S полюс. Ако магнит се счупи на две с намерението да се отделят двата полюса, всъщност всяка една от частите се превръща в магнит с два полюса. Макар че теоретично няма забрана за съществуването на магнитен монопол, такъв не е открит. Разноименните полюси се привличат, а едноименните се отблъскват. Също така понеже Земята е всъщност един огромен магнит, тя също притежава полюси, но има разлика между северен магнитен полюс и северен географски полюс (важи и за южните). С течение на времето магнитните полюси на земята се менят.
- Модел на Гилберт – при този подход повърхностите на двата полюса се разглеждат като покрити с „магнитен заряд“ и ако се знае неговото разпределение, може да се построи точна картина на магнитното поле извън магнита. Този метод обаче не може да даде точната картина на магнитното поле вътре в магнита.[6]
- Модел на Ампер – според този модел намагнитването се дължи на микроскопични, на ниво атом, кръгови токове. Използвайки правилото на дясната ръка, може да се намери тяхната посока. Този модел дава точна картина както за вътрешните, така и за външните полета. Това разбира се е само модел и тези миниатюрни токове не са само в краищата на магнита, а са разпределени по цялата дължина на магнита.

### Магнитна проницаемост
Материалите, които силно се привличат от магнита, се характеризират с висока магнитна проницаемост. Такава група материали са феромагнитите, чиито представители са желязото, кобалтът, никелът и гадолиният, сплавите на тези вещества помежду им и с някои други метали, както и някои сплави на неферомагнитни метали. Относителната магнитна проницаемост на феромагнитните вещества е много по-голяма от единица и зависи от интензитета на намагнитващото поле и от магнитното състояние на тялото. Други материали съвсем слабо се привличат от магнитното поле и се наричат парамагнити – такъв е например кислородът в течно състояние, както и манганът и алуминият. Парамагнитите се отнасят към слабомагнитните вещества и тяхната магнитната проницаемост незначително се отличава от единица μ~1. Водата от друга страна има толкова ниска магнитна проницаемост, че на практика леко се отблъсква от магнитното поле – тя принадлежи към групата на диамагнетиците. В отсъствие на външно магнитно поле диамагнетиците са немагнити. Магнитната им възприемчивост е винаги отрицателна. Всички предмети имат някаква магнитна проницаемост: хората, газовете и дори космическият вакуум.

### Размагнитване на магнитите
Често се налага материалите за бъдат размагнитени, например накрайници на ръчни инструменти за работа с малки метални предмети, както и различни други приложни магнити. Размагнитването може да стане по следните три начина:
- Нагряване на магнита над температурата на Кюри.
- Силен удар по магнита може да доведе до размагнитване.
- Поставяне на постоянния магнит в променливо магнитно поле, което превишава коерцитивната сила на материала и след това силата на въздействие на полето постепенно се намалява чрез промяна на тока в електромагнита или чрез бавно изваждане на магнита от зоната на магнитното поле. Този метод се използва например при размагнитване на инструменти, унищожаване на магнитен запис в носители на информация като твърди дискове и магнитни ленти с цел осигуряване на защита на информацията.

## Единици за измерване
- Единица мярка за магнитен поток в SI е вебер (Wb). Един вебер е големината на магнитния поток, който при намаляването си до нула в течение на една секунда създава в обхващащата го намотка електродвижещо напрежение от 1 V (волт). Носи името на германския физик Вилхелм Вебер (Wilhelm Eduard Weber, 1804 – 1891). (1 Wb = 1 V.s = 1 T.m²)
- Единица за магнитна проницаемост е хенри на метър (H/m), Казано по друг начин: Ако на един индуктор (бобина, дросел) с индуктивност 1 H се подаде напрежение 1 V, то токът през него ще нараства със скорост 1 A за секунда.а за интензитет на магнитно поле – тесла (T).
- За интензитет на магнитно поле – тесла (T). Това е единица за измерване на магнитното поле в системата SI, числено равна на индукцията на такова еднородно магнитно поле, при което на един метър дължина на прав проводник, перпендикулярен на вектора на магнитната индукция, с ток със сила от 1 ампер действа сила от 1 нютон.

## Приложение
- Магнитни носители на информация: аудиокасетите и видео касетите съдържат магнитни ленти. Видео- и звуковата информация се кодират и записват на магнитното покритие на лентата. Също така в компютърните дискети и дискове записът на данни е аналогичен – върху магнитно покритие (тънък слой).
- Кредитни, дебитни и ATM карти: всички тези карти имат магнитна лента по дължина на едната страна, на която се записва и кодира информацията, необходима за връзка с финансовите организации и учреждения, банковите сметки и т.н. Този вид носител на информация е вече остарял. Използва се все още като носител на информация при билети за еднократно ползване в хотели, самолети, влакове и други.
- Телевизори и компютърни монитори с кинескоп: телевизорите и мониторите, съдържащи електронно-лъчеви тръби използват електромагнит за управление на електронния лъч и формиране на изображение на екрана.
- Високоговорители и микрофони: болшинството от високоговорителите използват постоянни магнити и бобина за преобразуване на електрическата енергия в механична енергия. Разположената в подвижната мембрана на високоговорителя лека бобина взаимодейства при преминаването на електрически сигнал през нея с постоянното магнитно поле на магнитите и създава звукови вълни в съответствие с електрическия сигнал.

- Електродвигатели и електрически генератори: те се основават на комбинацията от постоянни и електромагнити. Електродвигателите преобразуват електрическа в механична енергия. От друга страна генераторите преобразуват механична в електрическа енергия при движение на проводник в магнитно поле.
- Трансформатори: това са устройства без движещи се части, които пренасят променливотокова електрическа енергия от една верига към друга посредством магнитна връзка. Обикновено се състоят от две или повече намотки и в повечето случаи съдържат магнитопроводи. Първичната намотка, при подадено към нея напрежение, създава променлив магнитен поток в околната магнитна среда. Промените в този магнитен поток индуцират напрежение във вторичната намотка. Ако навивките на вторичната намотка са повече от навивките на първичната, то трансформаторът е повишаващ и обратно – ако са по-малко е понижаващ.
- Релетата са електрически проводници, намотани на бобина със сърцевина от феромагнитен материал. Котвата е пластина от магнитен материал, която чрез лостче управлява контактите. При пропускане на електрически ток през намотката на електромагнита възниква магнитно поле, което притегля котвата към сърцевината и тя превключва контактите.
- Компасите представляват постоянни магнити, които се въртят свободно около ос и показват посоките, използват се главно в навигацията. Стрелката се ориентира по посоката на линиите на магнитното поле на земята.
- Изкуство: магнитите намират различни приложения в изкуството.

- Играчки: поради способността на магнитите да се привличат, отблъскват или дори левитират, те са интересно занимание за децата и се използват за направата на играчки със забавен или образователен ефект.
- Бижутерия – магнитите се използват за направата на ювелирни изделия, заключалката на огърлици и гривни се манипулира лесно, ако е на магнитна основа. Съществуват и гривни, които са направени изцяло от отделни магнити.
- Маглев: това е високоскоростен влак, който се движи и управлява от магнитни сили. Името е съкращение от магнитна левитация. За разлика от традиционните влакове той няма колела и не се докосва до релси. Между него и основата има въздушна възглавница, създавана от мощни електромагнити. Поради тази причина единственото триене е съпротивлението на въздуха.
- Магнитен лагер за въртящи се машини. Магнитният лагер е вид лагер, който поддържа механичен товар чрез използването на магнитна левитация. При този вид лагери въртящи се оси използвани в различни машини може да се окачват без физически контакт, осигурявайки въртене без триене.
- Токамак – експериментално устройство с тороидална форма, в което се създава и удържа термоядрена плазма посредством силни магнитни полета, създавани от огромни електромагнити. Главната цел на провежданите експерименти е да се постигне управляем термоядрен синтез.
- Магнитите намират още много други приложения в бита, промишлеността и науката – датчици, в камерата на Уилсън, в електронно-лъчеви тръби и много други.
- Използване на свойството на магнитно-меките и магнитно-твърдите материали при определена температура да загубват магнитните си свойства (температура на Кюри) като например за изработка на поялници с реле, което затваря електрическа верига при ниска температура, но при достигане на температурата на Кюри при накрайника за спояване, поради загуба на магнитните свойства изключва електрическата верига.
- Използване на малки магнити за търсене на малки предмети от желязо като игли, винтчета и други.
- Използване на намагнитени накрайници за завиване на винтове като се използва способността на намагнитения накрайник да задържа теглото на винта при завиването.
- Магнити се използват за предаване на движение през херметична преграда. Този ефект се използва например при съвременните водомерни устройства, за да се отдели въртящата се част в потока на водата от измервателната и електронната част.
- Чрез предаване на въртеливото движение на задвижващ магнит към магнит с подходяща форма и покритие в течността за обработка, се осъществява работата на магнитната бъркалка
- Използването на ферофлуиди (течности с високо съдържание на магнитно-меки частици с наноразмери) се разширява непрекъснато и има редица практически приложения:
  - Чрез използването на силни магнити под формата на шайби, разположени на въртящи се валове и ферофлуид между вала и шайбата, се получава практически неизносващо се уплътнение с висока уплътнителна способност. Намират приложение в твърдите дискове за предотвратяване на замърсяването на вътрешния обем на устройствата.
  - В строителството за амортизатори на мостови конструкции и конструкциите на високи сгради.
  - В медицинската техника за изработка на протези.
  - В домакински уреди за намаляване на вибрациите.
- Под магнитореологична течност (MRF) се разбира суспензия от феромагнитни частици, разпределени равномерно в носещата течност. Размерите на частиците са от 10 до 1000 пъти по-големи от тези на ферофлуидите. При поставянето на течността в магнитно поле течността променя вискозитета си, тъй като частиците се намагнетизират и свързват във вериги, ориентирани по посока на магнитните силови линии. Намира редица приложения в съвременната техника:
  - Чрез използването на течност с променящ се под въздействието на електромагнитно поле вискозитет са разработени амортисьори специално за автомобилната промишленост, които в зависимост от условията на пътя автоматично или при избор от страна на водача променят твърдостта си и с това условията на движение с оглед на по-добър комфорт. Редица фирми разработват свои собствени конструкции на този вид магнитни амортисьори: „Magnetic Ride“ на Ауди, „Magna Ride“ на Ферари и други.
  - Магнитореологично полиране. Процесът на получаване на висококачествена повърхност на стъкло и други материали се извършва чрез лепинговане с абразивни материали. Използването на магниториологични течности, които освен феромагнитни частиции включват и полиращи частици, които могат да се придвижват чрез използване на магнитни полета около обработваната повърхност, позволява контролирано да се обработва повърхността на полирания детайл.
- Магнитореологичните еластомери (MRE) по правило се състоят от еластомер и диспергирани в него магнитно активни частици. При тези еластомери могат бързо под въздействие на външно магнитно поле да се променят еластичните характеристики и динамичните механични характеристики на материала. Намират приложение в системи за намаляване на вибрации в съвременни системи за окачване.
- Една от първите енергонезависими памети, използвани в съвременните изчислителни машини е феритната памет изработена от тороиди. Въпреки високата цена и малка памет продължава да се използва доста време след появата на нови по-модерни памети поради голямата им надеждност и устойчивост към радиация и външни влияния.

## Развитие и перспективи в областта на постоянните магнити

### Редкоземни магнити
През втората половина на двадесети век започва и развитието на магнити на базата на редкоземни метали. Един от най-използваните е неодимовият магнит. Наличието на технология за производство на постоянни магнити, които притежават многократно по-голяма сила на магнитното поле спрямо известните до момента дава много големи възможности за миниатюризация и решаване на технически проблеми. Използват се за:
- Линейни двигатели в съвременните твърди дискове
- Магнитни лагери и съединители
- Електрически мотори и генератори например за компактни ръчни инструменти.
- Двигатели на хибридни и електрически автомобили. Например за един автомобил „Тойота Приус“ се използва около един килограм ниодимови магнити.

### Подреждане на Халбах
Подреждането на Халбах е специално подреждане на постоянните магнити в пространството един спрямо друг. Това подреждане позволява от едната страна на магнитите почти да изчезне магнитното поле, а от другата да се усили. Това подреждане е наречено на името на Клаус Халбах, тъй като той за първи път през 1980 г. представя една такава подредба, независимо, че първото теоретично описание се прави от друг учен John C. Mallinson. Този вид подредба се използва често и при декоративните магнити за хладилник тъй като необходимата сила на задържане се получава с използването на по-малко магнитен материал. При изработката на генератори и електромотори е интересна пръстенообразната подредба на Халбах. Създадените от Халбах пръстенообразни магнитни подредби се използват първоначално в ускорителите на частици.

### Система за левитация Inductrack
На базата на подреждането на Халбах и неодимови магнити се разработва една нова система за левитация на транспортни системи, която трябва да реши редица проблеми на системата Маглев. Това е системата Inductrack. През 1998 г. учените от Lawrence Berkeley National Laboratory Бъркли (Калифорния) разработват тази система като допълнителен продукт от друга разработка., която е много по-ефективна от другите системи. При движението си влакът индуцира едно магнитно поле, което отблъсква и плува над релсите на пътя. При тази система трябва да има помощни колела. Изследванията на НАСА показват, че тази система може не само да осигури една надеждна и икономична магнитна левитираща система, но и да подпомогне създаването на катапултираща система, подпомагаща ускоряването на една ракета при старта и по този начин да доведе до икономия на 30 – 40 % от горивото, необходимо за излитането на определен полезен товар или да увеличи значително полезния товар.

### Използване в научните изследвания
За фундаменталните изследвания на свръхниските температури на веществото съществена роля играе използването на магнитно-оптичен капан (съкратено МОК), което представлява устройство, което служи за охлаждане на неутрални атоми до температури много близки до абсолютната нула, задържайки ги на определено място чрез силни магнитно поле и кръгово поляризирана лазерна светлина. Типично за MOK, където са захванати натриеви атоми в капан е, че може да се постигне охлаждане до 300 μK или 0,0003 градуса над абсолютната нула. Това позволява редица изследвания като например на свойствата на светлината при тази температура.

## Медицина и безопасност
Поради ниското ниво на чувствителност на меките тъкани на човешкия организъм към статични магнитни полета, няма потвърдени научни доказателства за влиянието им и някакъв лечебен ефект на различни магнитни лечебни предмети като гривни и други върху човека. Магнитната терапия е форма на алтернативна медицина, при която се ползват магнитни полета. Практикуващите магнитна терапия твърдят, че прилагането на магнитни полета от постоянни магнити върху различни части на тялото има позитивен ефект върху здравето. Като цяло магнитната терапия се счита за псевдонаучна концепция и евентуални ефекти, отчитани при нея са вследствие на плацебо ефекта. Променливите електромагнитни полета са предмет на други изследвания.
В случай, когато в тялото на човека има чуждо тяло, съдържащо феромагнитен материал, едно външно магнитно поле може да представлява сериозен риск за здравето. Също и при хора с кардиостимулатор, магнитните полета могат да предизвикат сериозни нарушения в работата му.
Децата могат да погълнат неголеми магнити от играчки, като това може да доведе до повреди на вътрешни органи особено при поглъщането на две или повече части. Тъй като с появата на магнитите от редкоземни метали силата на привличане на магнитите е увеличена многократно тези опасности също се увеличават многократно. Също така силата им се увеличава с увеличаването на размерите и по-големите неодимови магнити могат сериозно да притиснат части от тялото като пръсти и дори да счупят кости, когато бъдат привлечени внезапно от магнитен предмет. Работата с голям неодимов магнит в близост до малки магнитни обекти (ключове, писалки и други), както и до големи магнитни повърхности, може да бъде опасна, ако човек се озове между магнита и магнитните предмети или повърхности. Поради тази причина в Австралия и Нова Зеландия е забранен вносът на детски играчки с използвани този вид магнити.

### Магнитно-резонансна томография
Магнитно-резонансната томография (наричана и ядрено-магнитен резонанс, ЯМР) е техниката за медицински изображения, основани на физичното явление ядрен магнитен резонанс и използвани в здравеопазването. Дава възможност за силно контрастни изображения между различните меки тъкани, които съставляват човешкото тяло. ЯМР борави с мощно магнитно поле, което въздейства на водородните атоми, участващи в състава на водата в човешкото тяло, която е приблизително 70%. С развитието на мощни постоянни редкоземни магнити ще могат да се разработят портативни апаратури, които ще направят този вид изследвания по-достъпни.
Приложението на ЯМР е много широко в медицината, особено в неврохирургията, мускулно-костните връзки, съдовите и онкотъкани.

### Антирефлуксна система
Неодимовите магнити се използват чрез хирургическо поставяне на антирефлуксна система, представляваща лента от магнити и имплантирана около долен езофагеален сфинктер за лечение на гастроезофагеалната рефлуксна болест (ГЕРБ).

## Интересни факти
- През 2000 г. Андре Гейм получава наградата Иг-Нобел, известна като Анти-Нобел, за експерименти с левитация на живи жаби в магнитно поле. През 2010 г. заедно с Константин Новосьолов, получава Нобелова награда по физика за откриването на графена и по тази начин е единственият, който притежава и двете награди.
- В някои страни се появява ново хоби, поради възможността за използване на мощни неодимови магнити с голяма сила на привличане при така наречения „магнитен риболов“ (английски: Magnet fishing). При това хоби с използването на магнити се търсят метални предмети по дъната на открити водоеми като реки, езера и други. Практикуващите това хоби може да бъдат наречени „магнитни рибари“ или „неодемони“.